# Hilda Braid
Pour les articles homonymes, voir Braid (homonymie).
Hilda Braid (née le 3 mars 1929 à Northfleet, Royaume-Uni et morte le 6 novembre 2007 à Brighton, Royaume-Uni), est une actrice anglaise. Elle est connue pour son rôle dans la série télévisée de la BBC Citizen Smith (en).

## Filmographie
- 1964 : Crossroads (série télévisée) : Winnie Plumtree
- 1967 : Angel Pavement (téléfilm) : Mme Smeeth
- 1968 : Daddy Kiss It Better (téléfilm) : Betty
- 1971 : La Grande Aventure de James Onedin (The Onedin Line) de Cyril Abraham : Mlle Simmonds
- 1972 : For the Love of Ada (en) : Mme Armitage
- 1972 : Emmerdale Farm (série télévisée) : P. Morphett
- 1977 : Citizen Smith (en) (série télévisée) : Florence Johnson
- 1978 : Sanglant Voyage scolaire (Killer's Moon) d'Alan Birkinshaw : Mme May
- 1979 : On Giant's Shoulders (en) (téléfilm)
- 1980 : The Wildcats of St. Trinian's (en) : Mlle Summers
- 1981 : Sons and Lovers (feuilleton TV) : Polly
- 1982 : L for Lester (série télévisée) : Mme Davies
- 1984 : They Came from Somewhere Else (en) (série télévisée) : Mrs. Maynard
- 1982 : Brookside (série télévisée) : Molly Partridge
- 1985 : The Bright Side (série télévisée) : Mme Bright
- 1985 : Oliver Twist (feuilleton TV) : Mrs. Bedwin
- 1991 : Teenage Health Freak (en) (série télévisée) : Aunt Rene
- 1993 : The 10 Percenters (en) (série télévisée) : Enid
- 1996 : Les 101 dalmatiens (101 Dalmatians) : la femme sur le banc
- 1997 : Kiss and Tell (téléfilm) : Gloria Sumner
- 1997 : Mrs. Dalloway de Marleen Gorris : femme assise
- 1997 : Cold Enough for Snow (téléfilm) : Woman Customer
- 1998 : Romeo Thinks Again : Mrs. Sudberry
- 1989 : Bodger and Badger (en) (série télévisée) : Miss. Piper
- 2003 : Comic Relief 2003: The Big Hair Do (téléfilm) : Nana Moon